# Luis Roberto Lorenzato
Luis Roberto de San Martino-Lorenzato da Ivrea (Ribeirão Preto, 3 de maio de 1971) é um advogado, apresentador, empresário e político ítalo-brasileiro. Foi deputado do Parlamento da República Italiana pelo partido de direita Liga Norte (em italiano Lega Nord).
Luis Roberto de San Martino-Lorenzato da Ivrea é graduado em ciências jurídicas e sociais pela Universidade de Ribeirão Preto. Foi membro do Conselho Superior de Responsabilidade Social da Fiesp e apresentador do programa de televisão “Conexão Itália”. É proprietário de uma vinícola no interior do estado de São Paulo. 
No início de março de 2018, recebeu 11.106 votos de ítalos-brasileiros e conquistou uma vaga ao parlamento italiano.